# Amazonia 1
Amazonia 1 (denominação técnica SSR-1) é um satélite de observação da Terra brasileiro que foi lançado em 28 de fevereiro de 2021 na missão PSLV-C51, às 01h54. O lançamento durou aproximadamente 18 minutos e ocorreu na Índia. O satélite tem como principais funções a observação do território nacional, o combate ao desmatamento ilegal, o monitoramento beira-mar, entre outras.
Apesar de não ser o primeiro satélite brasileiro, é o primeiro projetado, produzido e testado inteiramente no país. Será o terceiro satélite brasileiro de sensoriamento remoto em operação junto ao CBERS-4 e ao CBERS-4A, ambos produzidos em parceria com a China.

## Antecedentes
No início dos anos 80, o projeto dos satélites SSR, precursor do Amazonia 1, foi revisado e os técnicos do INPE propuseram a substituição da órbita polar por uma órbita equatorial, e essa proposta foi aceita. Isso fazia sentido naquele período visto que o Brasil já tinha cobertura por órbita polar com os satélites do programa CBERS (China-Brazil Earth Resources Satellite ou Satélite Sino-Brasileiro de Recursos Terrestres).
O início projeto do SSR-1 sofreu vários atrasos, quer por falta de recursos, quer por entraves nas disputas das licitações. O início efetivo, só ocorreu em 2001 quando foi assinado o contrato para o desenvolvimento da Plataforma Multimissão especificamente (na época) para esse fim.
Ainda em 2001, foi publicado um estudo conjunto entre o INPE e o DLR, concluiu que a maioria dos requisitos do SSR-1 podem ser atendidos por dois sensores: uma câmara VIS/NIR e outra MIR. No entanto, com a publicação da revisão do PNAE em 2005, o SSR-1 deixou de ser prioridade.

## Atualização
Entre setembro e outubro de 2012, um modelo estrutural do satélite Amazonia 1 foi submetido a uma série de testes de vibração.
Na revisão mais recente do PNAE, publicada em janeiro de 2013, o Amazônia 1 reapareceu com este nome, tendo inclusive sucessores planejados (Amazônia-1B em 2017 e Amazônia-2 em 2018), no entanto, permanece a intenção de uso em órbita polar e as datas de lançamento desses satélites não poderão ser mantidas. Um atraso de 2 anos, no mínimo, já existe no cronograma do Amazônia 1.

### Pós lançamento
No dia 2 de março de 2021, o jornalista Salvador Nogueira relatou que de acordo com rastreadores nos Estados Unidos, o satélite pode estar tombando em sua órbita, mas que a situação não era irreversível. Isso ocorreu após o satélite ser colocado em "modo de missão", que acionou um programa de segurança onde o satélite ficou numa atitude que garantia seus painéis solares fossem expostos ao Sol. Posteriormente o jornalista publicou no Twitter que a situação pode se dever devido a liberação do satélite e que já havia sido resolvido, mas aguardava notícias do INPE. Posteriormente Clezio di Nardin, diretor do INPE, confirmou que o satélite opera normalmente e que está passando pela fase de qualificação, que durará até 15 de março. A posição de Clezio di Nardin e do Marcos Pontes, Ministro da Ciência, foi de que nada anormal havia acontecido.

## Características
As características atuais do projeto são as seguintes:
- Órbita: polar
- Período de geração de imagens do planeta: 5 dias
- Imageador óptico de visada larga (câmera com 3 bandas no VIS e 1 banda no NIR)
- Faixa de observação: 850 km com 60 metros de resolução.
- Plataforma: Plataforma Multimissão (PMM)
- Massa: 637,0 kg

## Galeria
| {{{caption}}}                 |
| Amazonia 1 com MLI instalado. |

| {{{caption}}} |
| Lançamento.   |

| {{{caption}}}                                              |
| Amazonia 1 em órbita e com seus painéis solares liberados. |

| {{{caption}}}                                                        |
| Composição em cores da Reserva Ambiental Manuripi-Heath na Amazônia. |

| {{{caption}}}                                                                |
| Imagem em cores reais da região metropolitana de São Paulo e seus arredores. |

| {{{caption}}}                                                                             |
| Imagens em cores reais do reservatório de Sobradinho, Rio São Francisco e seus arredores. |

| {{{caption}}}                                                               |
| Imagem em cores reais de Ibotirama, BA, Rio São Francisco e seus arredores. |

| {{{caption}}}                                                                            |
| Composição em cores mostrando a região metropolitana do Rio de Janeiro e seus arredores. |